# Unterseen
Unterseen es una comuna y ciudad histórica suiza del cantón de Berna, situada en el distrito administrativo de Interlaken-Oberhasli. Limita al norte con la comuna de Habkern, al este con Ringgenberg e Interlaken, al sur con de nuevo con Interlaken y Därligen, y al oeste con Leissigen y Beatenberg.
La comuna se encuentra en el extremo oriental del lago de Thun. Hasta el 31 de diciembre de 2009 situada en el distrito de Interlaken.

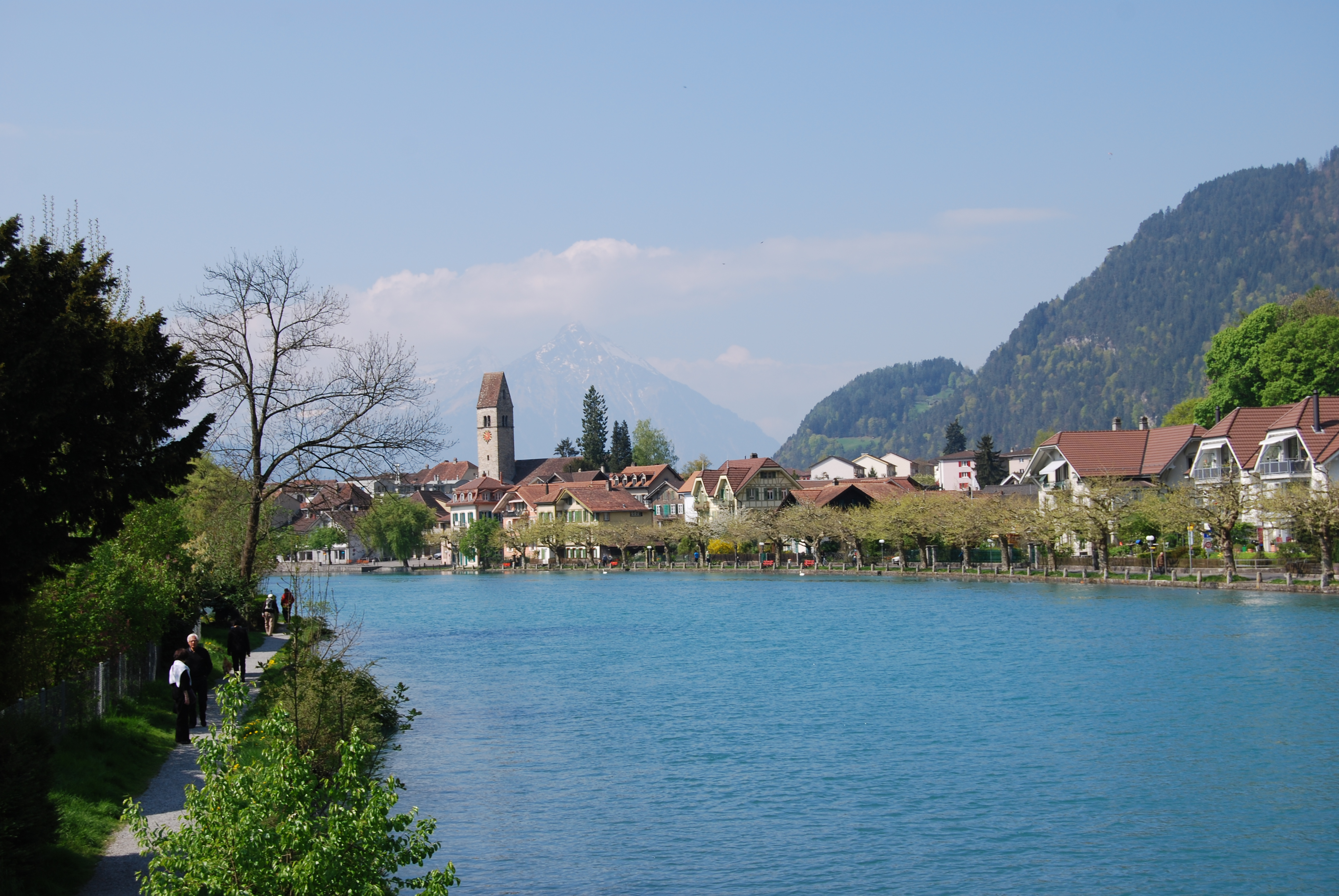
Unterseen.